# 湯加管天竺鯛
湯加管天竺鯛（学名：Siphamia versicolor），又名變色管天竺鯛、大面側仔、大目側仔，为輻鰭魚綱鈎頭魚目天竺鯛科管竺鯛屬下的一个种，分布於印度西太平洋區，從紅海南至馬達加斯加，東經馬爾地夫、斯里蘭卡和印度到安達曼群島和西澳大利亞，北至琉球群島海域，深度0至100公尺，本魚體呈橢圓形，體稍側扁，頭大、眼大、口大且斜裂，頜齒細小，鋤骨和腭骨通常具齒，舌上無齒，前鰓蓋骨邊緣具鋸齒，鰓蓋骨後緣棘不發達，體被弱櫛鱗，體色有2種，一種為深棕色，背鰭末端基部有一白斑，體側有數排深褐色小點；另一種為體白色，體側有數條縱向黑色細紋，腹部具有發光器官，背鰭硬棘8枚、背鰭軟條9枚、臀鰭硬棘2枚、臀鰭軟條8枚，體長可達7公分，棲息在珊瑚礁、潟湖，成小群活動，通常躲在海膽刺中，屬肉食性，以浮游生物為食，繁殖期時，雄魚具有口孵習性，卵約7日化成仔魚，由雄魚吐出，具短暫的仔魚飄浮期，生活習性不明。